# Afrique du Sud aux Jeux olympiques d'hiver de 2006
Cet article contient des informations sur la participation et les résultats de l'Afrique du Sud aux Jeux olympiques d'hiver de 2006, qui ont eu lieu à Turin en Italie. L'Afrique du Sud était représentée par trois athlètes.

## Médailles
|                | Médaille d'or, Jeux olympiques | Médaille d'argent, Jeux olympiques | Médaille de bronze, Jeux olympiques | Total |
| -------------- | ------------------------------ | ---------------------------------- | ----------------------------------- | ----- |
| Afrique du Sud | 0                              | 0                                  | 0                                   | 0     |

## Engagés Sud-africains par sport

### Skeleton
Hommes
- Tyler Botha
  - 21e en 2 min 00 s 06 (soit 59 s 43 + 1 min 00 s 63)

### Ski alpin
Descente H
- Alexander Heath
  - 52e en 1 min 59 s 79

Combiné H
- Alexander Heath
  - Abandon

Slalom H
- Alexander Heath
  - Abandon

Slalom géant H
- Alexander Heath
  - 27e en 2 min 51 s 42

Super G H
- Alexander Heath
  - 50e en 1 min 37 s 77

### Ski de fond
15 km classique H
- Oliver Kraas
  - Abandon

Sprint H
- Oliver Kraas
  - 57e en 2 min 27 s 68 (non-qualifié)

50 km libre départ groupé H
- Oliver Kraas
  - Abandon